# Caspiroleta

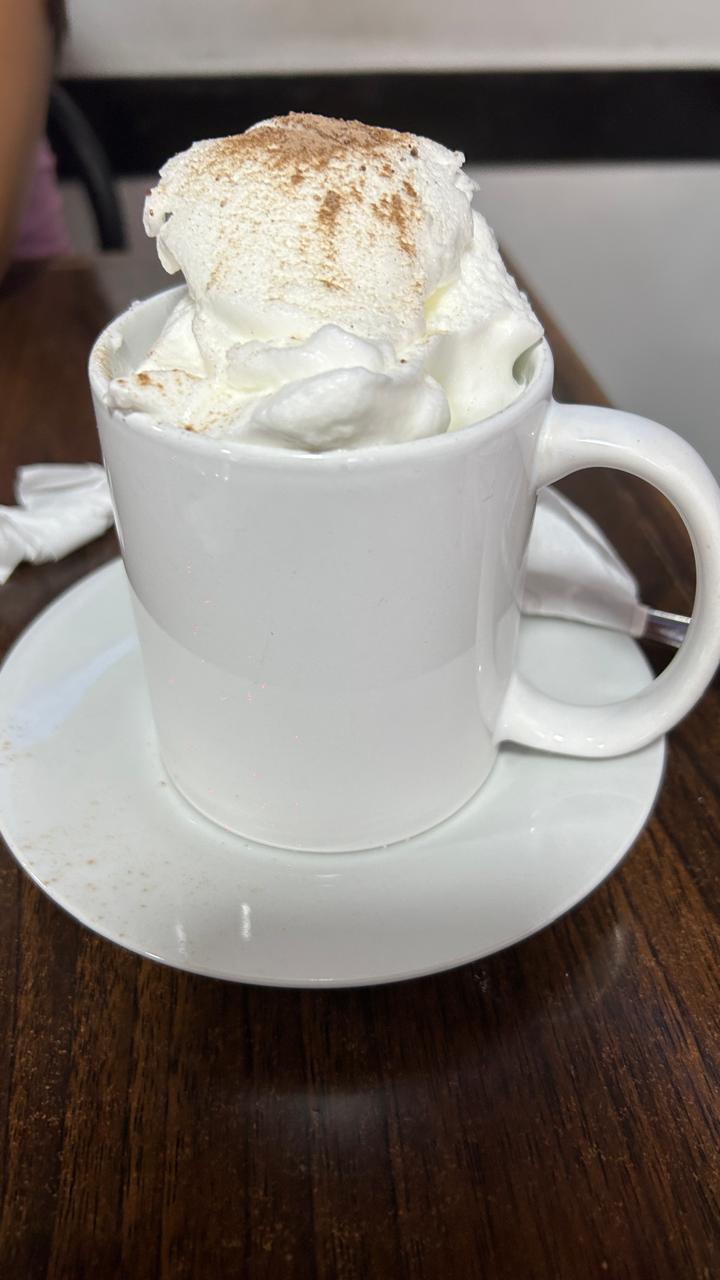
Caspiroleta.

La caspiruleta o caspiroleta es un refresco o bebida popular de Colombia, Perú, y Venezuela; la Real Academia Española define como: "Bebida compuesta de leche caliente, huevos, canela, alguna bebida alcoholica, azúcar y algún otro ingrediente".
Se tienen referencias de esta bebida en diversos recetarios, como La Mesa Peruana (1867) o Cocina y Repostería (1949) de Francisca Baylón, y también en los textos  de Ricardo Palma y Hermilio Valdizán.
No obstante, no siempre lleva licor, sobre todo si se usa como complemento alimenticio para niños o enfermos. En caso de llevar alcohol, este puede ser vino, ron, aguardiente o pisco.